# Populorum progressio

Wappen Pauls VI.

Populorum progressio (lateinisch: Der Fortschritt der Völker) ist der Titel der fünften Enzyklika des Papstes Paul VI. vom 26. März 1967. Sie trägt den Untertitel Enzyklika Papst Pauls VI. über die Entwicklung der Völker. In Ergänzung der Sozialenzyklika Johannes XXIII. Mater et magistra von 1961 und die Friedensenzyklika desselben Pacem in terris von 1963 aufgreifend, erweitert Paul VI. den Friedensauftrag der Kirche um das Engagement für den Ausgleich zwischen Nord und Süd. Dem Andenken dieser Enzyklika widmete Johannes Paul II. Ende 1987 seine zweite Sozialenzyklika. Auch Benedikt XVI. stellte 2009 seine Sozialenzyklika Caritas in veritate (CiV) bewusst in die Tradition von Populorum progressio.

## Entstehungsgeschichte
Papst Paul VI. stützte sich auf einen Textentwurf, den auf seine Bitte hin der französische Dominikaner Louis-Joseph Lebret und der brasilianische Erzbischof Hélder Câmara verfasst hatten.

## Internationale Entwicklung und Privateigentum
Sie ist die erste Sozialenzyklika, die sich ganz der internationalen Entwicklung zuwendet. Weltwirtschaftliche Gerechtigkeit und die Überwindung der Spannung zwischen den reichen und armen Ländern – so die Hauptaussage der Enzyklika – sind Voraussetzung und Grundlage des Friedens. Dem ist das Recht auf Privateigentum unterzuordnen, denn das Privateigentum sei für niemanden ein unbedingtes und unumschränktes Recht. Niemand sei befugt, seinen Überfluss ausschließlich sich selbst vorzubehalten, wo anderen das Notwendige fehle.

## Zur Entwicklungshilfe
Es geht in diesem Lehrschreiben nicht darum, dass sich die reichen Nationen durch finanzielle Entwicklungshilfe oder einen Schuldenerlass aus ihrer historischen oder moralischen Schuld freikaufen könnten. Die armen Länder selbst müssten Maßstab sein und die Frage, ob ihnen nachhaltig geholfen wird. Ob diese Hilfe auch ankommt und Erfolg hat, darüber sagten absolute Zahlen noch gar nichts aus. Richtig sei, dass Entwicklungshilfe finanziell in den letzten Jahren immer weiter zurückgegangen sei.

## Diskrepanz zwischen Industrieländern und Entwicklungsländer
Es wird aufgezeigt, dass Entwicklungshilfe die wirtschaftliche Diskrepanz zwischen den Industrieländern und den aus den Kolonialreichen entstandenen neuen Nationen ausgleichen könne. Wenn auch in einigen Entwicklungsländern die Wirtschaft aus eigener Kraft wachse, so bestehe aber noch immer ein großes Defizit und die Misserfolge seien ernüchternd. In vielen Ländern der so genannten Dritten Welt herrsche großes Elend, es würde Raubbau an der Umwelt betrieben und es tobten Bürgerkriege. Entwicklungstheorien deuten die Ursachen unterschiedlich: Einige entdeckten die Gründe der Armut im Entwicklungsland selbst, etwa im hohen Bevölkerungswachstum, andere machen äußere Faktoren verantwortlich, etwa die willkürliche Grenzziehung der Kolonialmächte.

## Solidarität und Pflichtbewusstsein
Der Mensch ist aber auch Glied der Gemeinschaft, bringt Paul VI. zum Ausdruck, denn er gehört zur ganzen Menschheit. Alle Menschen seien aufgerufen, zur vollen Entwicklung der ganzen menschlichen Gesellschaft beizutragen. Wir alle seien verpflichtet, Verantwortung und Solidarität für unsere Mitmenschen zu zeigen. Die Solidarität aller brächte für uns nicht nur Vorteile mit sich, sondern auch Pflichten. Es sei aber auch die Pflicht der Kirche, sich in den Dienst der Menschen zu stellen, um ihnen zu helfen, dieses schwere Problem in seiner ganzen Breite anzupacken, und sie in diesem entscheidenden Augenblick der Menschheitsgeschichte von der Dringlichkeit gemeinsamen Handelns zu überzeugen, müsse das Hauptanliegen sein.

## Der freie Wille
Nach dem Plan Gottes ist jeder Mensch gerufen, sich zu entwickeln, weil das Leben eines jeden Menschen von Gott zu irgendeiner Aufgabe bestimmt ist. Von Geburt an ist allen keimhaft eine Fülle von Fähigkeiten und Eigenschaften gegeben, die Frucht tragen sollen. Ihre Entfaltung, Ergebnis der Erziehung durch die Umwelt und der persönlichen Anstrengung, gibt jedem die Möglichkeit, sich auf das Ziel auszurichten, das ihm sein Schöpfer gesetzt hat. Mit Verstand und freiem Willen begabt, ist der Mensch für seinen Fortschritt ebenso verantwortlich wie für sein Heil. Unterstützt, manchmal auch behindert durch seine Erzieher und seine Umwelt, ist jeder seines Glückes Schmied, seines Versagens Ursache, wie immer auch die Einflüsse sind, die auf ihn wirken. Jeder Mensch kann durch die Kräfte seines Geistes und seines Willens als Mensch wachsen, mehr wert sein, sich vervollkommnen. (Populorum Progressio, Nr. 15; siehe Weblinks)

## Sozialer Fortschritt und Bildung
Man könne sogar sagen, schreibt der Papst, dass das wirtschaftliche Wachstum in erster Linie vom sozialen Fortschritt abhänge. Deshalb sei eine Grundausbildung die erste Stufe eines Entwicklungsplanes. Der Hunger nach Bildung sei nicht weniger bitter als der Hunger nach Nahrung. Ein Analphabet sei geistig unterentwickelt. Lesen und schreiben können, eine Berufsausbildung erwerben zu können würde bedeuten, dass die Menschen Selbstvertrauen gewinnen und entdecken, dass man zusammen mit anderen vorankommen kann.

## Administratives
Papst Franziskus hat bei der Audienz von Michael Kardinal Czerny, dem Kardinalpräfekten des Dikasteriums für die ganzheitliche Entwicklung des Menschen, am 7. September 2022 gemäß Codex Iuris Canonici 120 §1 die Auflösung der Fondazione Populorum Progressi (Stiftung Populorum Progressio) und an ihrer Stelle die Errichtung des Fonds Populorum Progressio angeordnet.

## Text und Kommentar
- Über den Fortschritt der Völker. Die Entwicklungsenzyklika Papst Pauls VI. Popolorum Progressio. Mit einem Kommentar sowie einer Einführung von Heinrich Krauss SJ. (= Herder-Bücherei Bd. 286) Verlag Herder, Freiburg im Breisgau 1967.